# Tomé Makhweliha
Tomé Makhweliha, S.C.J. (Gurue, 2 de janeiro de 1945) é um prelado moçambicano da Igreja Católica, atual arcebispo-emérito de Nampula.

## Biografia
Nascido em Gurue, na região que fala a língua lomué, foi ordenado padre em 8 de dezembro de 1973.
Em 24 de outubro de 1997, foi nomeado pelo Papa João Paulo II como bispo de Pemba, sendo consagrado em 18 de janeiro de 1998, por Dom Manuel Vieira Pinto, arcebispo da Nampula, coadjuvado por Dom Januário Machaze Nhangumbe, bispo-emérito de Pemba e por Dom Manuel Chuanguira Machado, bispo de Gurue.
Ficou naquela diocese até 16 de novembro de 2000, quando foi elevado pelo Papa João Paulo II a arcebispo metropolitano de Nampula. Entre 2006 e 2009, foi o presidente da Conferência Episcopal de Moçambique.
Renunciou ao governo diocesano em 25 de julho de 2016, que foi aceito pelo Papa Francisco.